# Radesforder Au
Die Radesforder Au ist ein Fluss in Schleswig-Holstein. 
Der Fluss hat eine Länge von 10,8 km und entspringt in Wahlstedt. Durch den Zusammenfluss mit der Rothenmühlenau in Heidmühlen im Segeberger Forst entsteht die Osterau.